# Werner Wittgenstein
Werner Wittgenstein (* 31. Juli 1882 in Magdeburg; † 26. April 1965 in Berlin) war ein deutscher Jurist, Schriftsteller und Stadtdirektor bzw. Bürgermeister von Vegesack und nach 1945 des Berliner Bezirks Zehlendorf.

## Leben
Wittgenstein ist in Braunschweig zur Schule gegangen und studierte nach dem Abitur Rechtswissenschaften. Er promovierte 1908 in Leipzig zum Dr. jur. 1906 bis 1915 war er als Referendar bzw. Rechtsanwalt in Braunschweig tätig.
Von 1915 bis 1933 war er Stadtdirektor bzw. Bürgermeister der damals selbständigen bremischen Stadt Vegesack.
Nach 1919 wurde er Mitglied der liberalen Deutsche Demokratische Partei, die ab 1930 sich als Deutsche Staatspartei umbenannte.

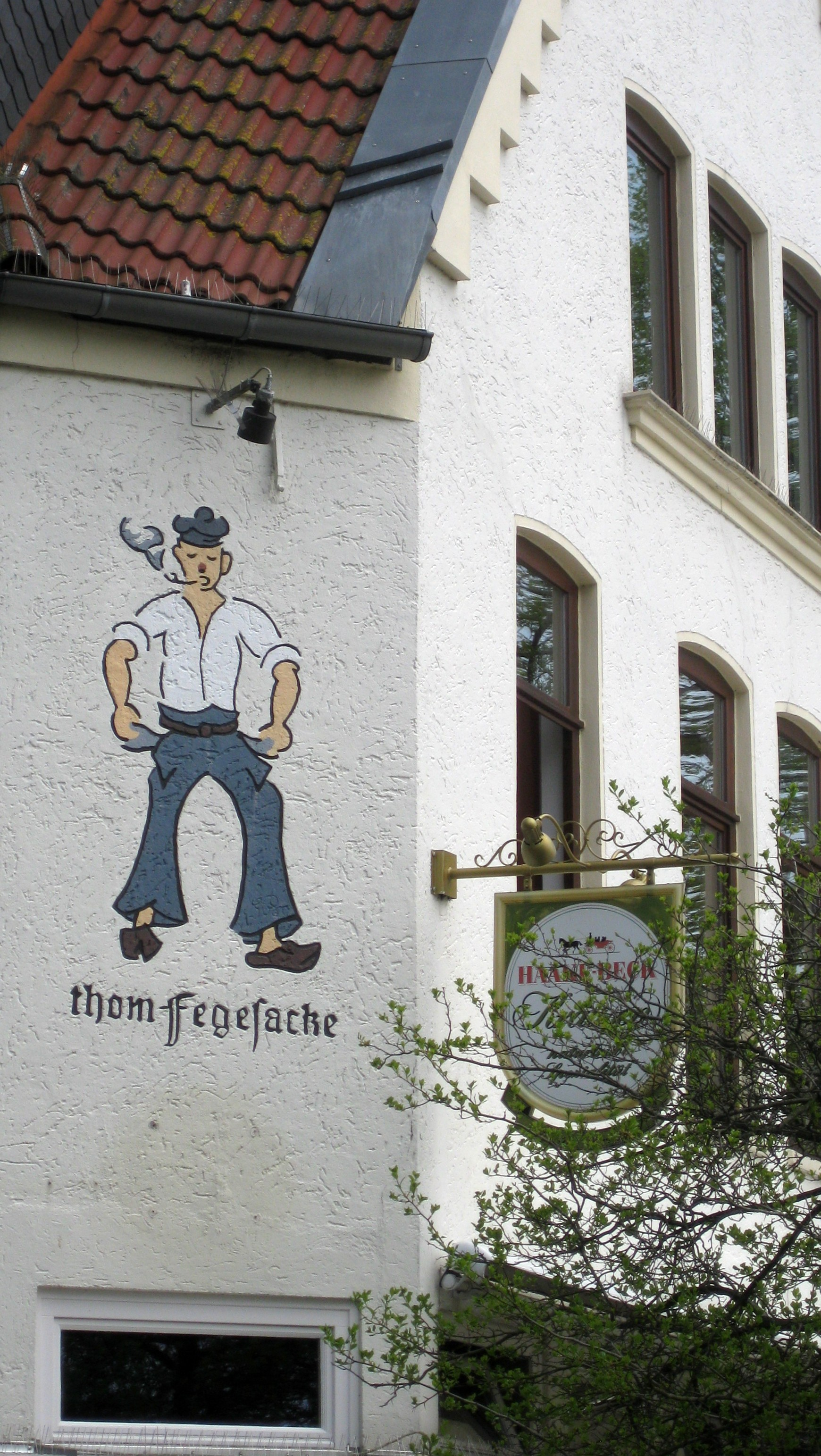
Der Vegesacker Junge mit geleerten Taschen am Haus der Gastwirtschaft Zum Vegesacker Jungen

Nach seiner Wahl zum Stadtdirektor im Oktober 1914 wurde er am 10. Juni 1915 ins Amt eingeführt. Sein Vorgänger Dr. Fritz Gräfenhan war bei der Eroberung von Lüttich als erster Vegesacker des Ersten Weltkriegs, nach nur vier Monaten im Amt, an der Front gefallen. Es war ein schweres Amt das Wittgenstein im ersten Kriegsjahr übernahm, dessen größte Aufgabe es war die Verpflegung der Bevölkerung sicherzustellen und er bewies Pragmatismus, als er nach der Revolution von 1918 versuchte gemeinsam mit dem Arbeiterrat Ruhe und Ordnung wiederherzustellen. Er hatte einen sehr großen Anteil bei der Entstehung des Stadtgartens. Die Stadt kaufte den an der Weser gelegenen, einen Hektar großen Garten des Tabakkaufmanns und Senators Carl Wilhelm August Fritze als Keimzelle des heutigen öffentlichen Stadtgartens und der Weserpromenade. 1929 erreichte er durch seinen Aufruf in der Norddeutschen Volkszeitung, dass dieser Park von der Bevölkerung unterstützt wurde und sich ein Stadtgartenverein gründete. Zuvor war auf seine Initiative und nach dem Abbruch alter Packhäuser neben dem Fähranleger, der Utkiek angelegt worden.
Wittgenstein hatte die Idee des Vegesacker Jungen als eines ironischen Sinnbilds für den Ortsnamen der Stadt. Er erwarb von einem Bremer Friseur das große Gemälde von Vegesack und seinen Werften, das Carl Justus Harmen Fedeler um 1847 gemalt hatte. Das Bild hängt heute im Ortsamt. Er engagierte sich zudem für den Aufbau des Heimatmuseums, das sich heute im Schloss Schönebeck befindet. Außerdem setzte er sich beim Senat für die 1921 gegründete Theatervereinigung und das Stadttheater ein, um regelmäßige Zuschüsse zu erhalten. In den 1920er Jahren verfasste er nebenher einige kleine Romane und Erzählungen.
Wittgenstein verband eine Freundschaft zu dem Architekten Ernst Becker-Sassenhof, der u. a. 1924 das Stadttheater und 1927 das noch erhaltene Bootshaus für den Ruderverein in Vegesack im Stil des Neuen Bauens erstellte. Der Bau zahlreicher Ein- und Zweifamilienhäuser erfolgte in seiner Amtszeit. Er selbst wohnte in der Kimmstraße 12 in der Nähe zum Stadtgarten. Er war Mitglied der Schlaraffen Vereinigung Castellum Visurgis Bremen-Vegesack.
Er wurde am 9. Juni 1933 von der NSDAP-Kreisleitung aufgrund des Gesetzes zur Wiederherstellung des Berufsbeamtentums in den vorzeitigen Ruhestand versetzt, bereits am 29. März hatte man ihn beurlaubt, weil er im Februar 1919 bereit gewesen war mit dem Arbeiterrat zu kooperieren und er kurze Zeit Mitglied im Reichsbanner gewesen ist. Er zog anschließend nach Berlin-Wannsee und überstand die Zeit des Nationalsozialismus in seinem Beruf als Rechtsanwalt.
Nach dem Krieg wurde er am 10. Mai 1945 zunächst vom sowjetischen Bezirkskommandanten zum Bezirksbürgermeister von Zehlendorf ernannt und später durch den amerikanischen Stadtkommandanten bestätigt. 1946 wurde sein Amt durch Wahlen demokratisch legitimiert. Er trat 1945/46 in die CDU ein. Das Amt des Bezirksbürgermeisters nahm er bis 1949 wahr und bis 1. Juli 1952 war er dessen Stellvertreter. Außerdem zählte er zu den Mitbegründern des Kulturbundes in der sowjetischen Besatzungszone.
Er war seit 1910 mit Clara Wittgenstein, geb. Schrader (* 26. Februar 1885; † 30. Januar 1980) verheiratet und hatte mit ihr zwei Kinder.

## Ehrungen
- Eine Gedenktafel im Stadtgarten in Vegesack erinnert seit 1967 an Wittgenstein.
- Die Bürgermeister-Wittgenstein-Straße in Bremen, Stadtteil Vegesack, wurde 1971 nach ihm benannt.
- Sein Ehrengrab befindet sich auf dem Friedhof Vegesack.

## Werke
- Die Haftung des Einkaufskommissars dem Kommittenten gegenüber..., Leipzig (Diss. Jur. Fak.) 1908.
- Der gekrönte Fisch, (Friesland-Bücherei, Band 15), Bremen (Friesen-Verlag) 1922
- La Bagatelle, (Erzählung), Bremen (Angelsachsen Verlag) 1924
- Thiele Vorsings Uhr, (Roman), Bremen (Friesen-Verlag) 1927
- Vegesack, die Tochterstadt Bremens, o. O. (Vegesack), o. J. (um 1928)